# Megachile truncaticauda
Megachile truncaticauda är en biart som beskrevs av Cockerell 1933. Megachile truncaticauda ingår i släktet tapetserarbin, och familjen buksamlarbin. Inga underarter finns listade i Catalogue of Life.